# 12580 Antonini
12580 Antonini este un asteroid din centura principală de asteroizi.

## Descriere
12580 Antonini este un asteroid din centura principală de asteroizi. A fost descoperit pe 8 septembrie 1999 la Saint-Michel-sur-Meurthe de Laurent Bernasconi. El prezintă o orbită caracterizată de o semiaxă mare de 3,06 ua, o excentricitate de 0,25 și o înclinație de 2,6° în raport cu ecliptica.